# Колоцинт
Колоци́нт или колокви́нт  (лат. Citrullus colocynthis) — растение, вид рода Арбуз (Citrullus) семейства Тыквенные (Cucurbitaceae), происходит из Средиземноморья и Азии. Обычно считается предком культурного арбуза (Citrullus lanatus), хотя на основе генетических исследований (ДНК из хлоропластов) было выдвинуто предположение, что культурный арбуз и колоцинт происходят от общего предка — возможно, Citrullus ecirrhosus  («дыня тсамма»).

## Название
Русское название — от латинского видового названия colocynthis, которое от др.-греч. κολοκύνθη «горлянка».
Колоцинт известен также под названиями «колокинт», «колокинтовый огурец», «колоквинт»; «горькая тыква»; «горькое яблоко», «горький огурец» (устар.); «лоза Содома».
В фарси́ растение называется «арбузом Абу Джахля» (перс. هندوانه ابوجهل‎).

## Распространение и экология
Ареал вида охватывает песчаные степи и полупустыни Северной Африки, побережье Средиземного моря, Аравийский полуостров, Иран и некоторые районы Пакистана и Индии. Растение культивируется в пределах своего ареала.

## Биологическое описание

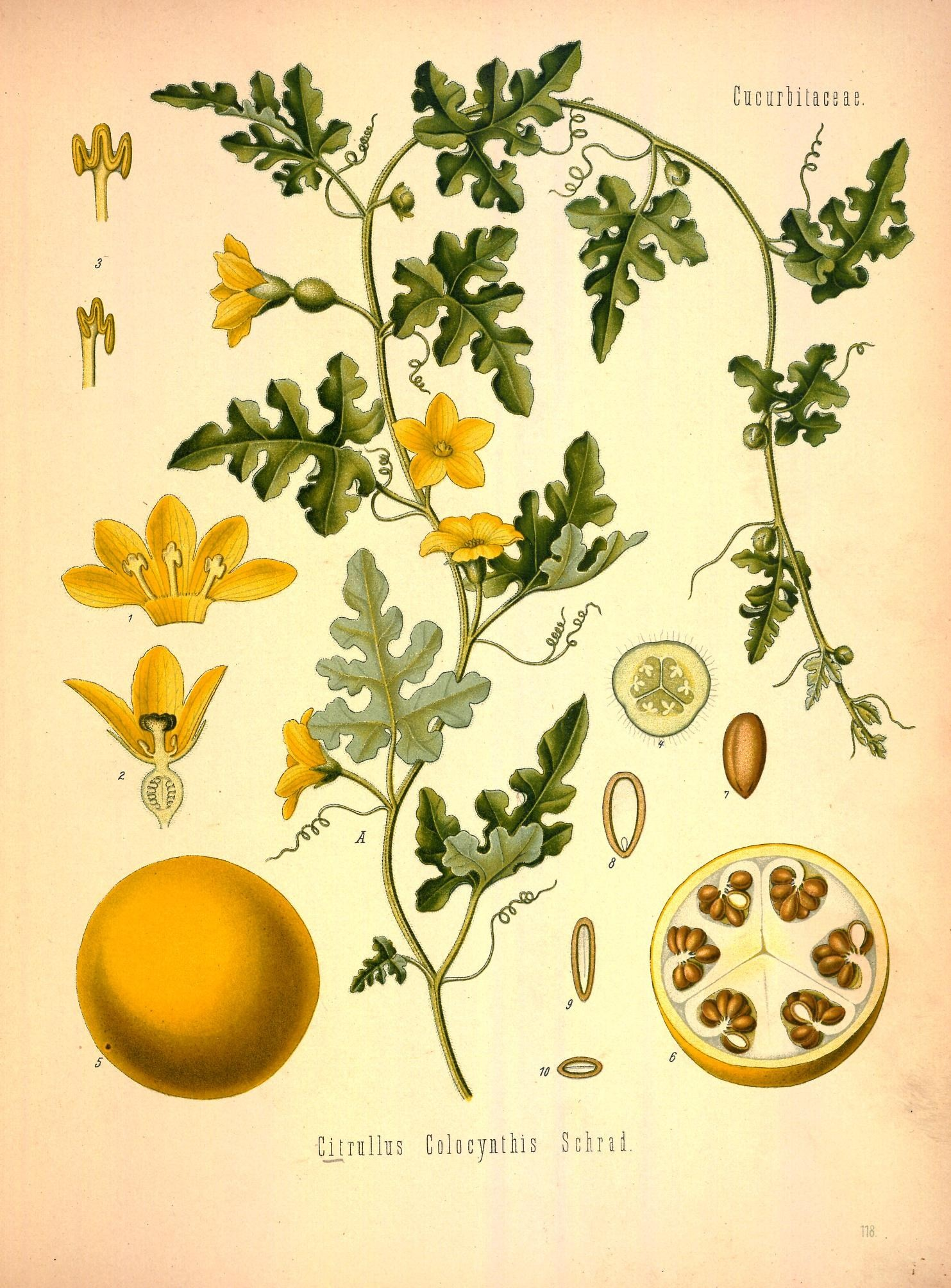
Колоцинт. Ботаническая иллюстрация из справочника Köhler's Medizinal-Pflanzen, 1887

Колоцинт — многолетнее травянистое растение, стелющееся по земле и цепляющееся усиками. Листья округло-выемчатые глубоко трёх-пятилопастные. Цветки однополые одиночные крупные жёлтые сростнолепестные с трубчатым венчиком. Плоды — шаровидные трёхгнёздные ягоды размером с лимон, с плотной гладкой зелёно-пятнистой кожурой. При созревании кожура становится соломенно-жёлтой, а семяносцы расщепляются, и в центре плода образуется трёхлучевая щель. Внутри плода содержится белая мякоть (пульпа) с многочисленными семенами. Семена яйцевидные, плоские, гладкие, твёрдые, желтоватого цвета. Они имеют очень горький вкус, но лишены запаха.

## Используемое сырьё
Используемым сырьём служат собранные созревшие плоды, которых очищают ножом от жёлтой кожуры и сушат. Очищенные высушенные плоды очень лёгкие, 5—8 см в диаметре, состоят из рыхлой белой мякоти и многочисленных семян.

## Химический состав
В пульпе плодов содержатся смолы, извлекаемые диэтиловым эфиром и хлороформом, гликозиды (до 2 %), пектины и белки. Сильное слабительное действие плодов растения обусловлено содержащимися в их мякоти гликозидом колоцинтином, генинами[уточнить] которых являются элатерины — производные тетрациклического тритерпена кукурбитацина. Семена богаты жирным маслом.

## Использование
Мякоть плодов колоцинта обладает очень сильно выраженным слабительным свойством, при употреблении в малых количествах вызывая обильную диарею, при передозировке вызывает рвоту, кишечные колики, энтериты и гастриты.
Порошок или экстракт плодов колоцинта применяют как сильные слабительные средства и печёночные стимуляторы, они также входят в состав лекарств от водянки. При передозировке они могут вызвать сильные острые боли в кишечнике с опасным воспалением. В местах своего произрастания растение с древнейших времён используется в качестве лекарственного средства. В европейскую медицину оно введено арабами. Отвар мякоти плодов применялся также в качестве инсектицидного средства.
Колоцинт, произрастающий в том числе в Израиле, отождествляется с «дикой тыквой», упомянутой в Четвёртой книге Царств (4Цар. 4:38—41).
Семена колоцинта горькие, но съедобные, имеют ореховый привкус и богаты жирами и белками. Они съедаются целиком или используются для получения масла. Содержание жиров в семенах — 17—19 %.
|                                                                          |  |  |  |  |
| Колоцинт: листья, цветок, незрелые и зрелый плоды, зрелый плод в разрезе |  |  |  |  |